# Бекселль, Олле
Карл Олоф Альфред (Олле) Бекселль (швед. Karl Olof Alfred "Olle" Bexel; 14 июня 1909, Лулео — 6 января 2003, Уппсала) — шведский легкоатлет, специалист по многоборьям. Выступал за сборную Швеции по лёгкой атлетике во второй половине 1930-х годов, чемпион Европы, пятикратный чемпион Швеции, участник летних Олимпийских игр в Берлине.

## Биография
Олле Бекселль родился 14 июня 1909 года в городе Лулео.
Занимался лёгкой атлетикой в клубе Upsala Studenters IF из города Уппсала.
Первого серьёзного успеха добился в 1935 году, став чемпионом Швеции в программе десятиборья. Впоследствии удерживал звание чемпиона в течение четырёх лет (в 1937 году выиграл также национальный чемпионат в пятиборье).
В 1936 году вошёл в состав шведской национальной сборной и благодаря череде удачных выступлений удостоился права защищать честь страны на летних Олимпийских играх в Берлине — набрал в сумме всех дисциплин десятиборья 7024 очков (6555 очков по современной системе подсчёта), расположившись в итоговом протоколе соревнований на седьмой строке.
В 1937 году установил свой личный рекорд в десятиборье — 7337 (6558) очков.
В 1938 году на чемпионате Европы в Париже превзошёл всех своих соперников в десятиборье и завоевал золотую медаль.
После завершения карьеры в лёгкой атлетике попробовал себя в гандболе, в частности в 1939 году становился чемпионом Швеции и в этом виде спорта. Также на протяжении практически всей жизни играл в теннис.
Помимо занятий спортом работал педиатром в Уппсале.
Умер 6 января 2003 года в Уппсале в возрасте 93 лет.